# Ankara (Schiff, 1937)
Die Ankara war ein deutsches Frachtschiff, das von der Werft Nordseewerke in Emden für die deutsche Atlas Levante-Linie gebaut wurde. Sie wurde im Zweiten Weltkrieg als Versorgungsschiff im Mittelmeer eingesetzt und versenkt.

## Geschichte
1935 wurde bei der Entflechtung der deutschen Reedereien bei gleichzeitiger zentraler staatlicher Steuerung erneut eine Atlas Levante-Linie (ALL) in Bremen gegründet. Der erste Neubauauftrag ging an die Kieler Germaniawerft. Das Motorschiff Cairo entstand 1936.
Schon vor der Fertigstellung des Typschiffes ging der Auftrag für zwei Nachbauten an die Emder Nordseewerke, die 1937 als Ankara und 1939 als Levante in Fahrt kamen.
Die Ankara befuhr das Mittelmeer. Mit Beginn des Zweiten Weltkrieges wurde sie als Versorgungsschiff für die Wehrmacht eingesetzt. Unter Kapitän Hans Bründel sowie dem I. Offizier Siegried Wirth und dem Leitenden Ingenieur Friedrich Meyer hatte sie 20 erfolgreiche Fahrten mit 40 Passagen im Mittelmeer. Nach dem Beginn des Afrikafeldzugs bediente sie Tunis als Versorgungshafen für das Deutsche Afrikakorps, das seit Februar 1941 in Nordafrika eingesetzt war.
Die hohe Anzahl erfolgreicher Fahrten des deutschen Versorgungsschiffs war ungewöhnlich. Von den 53 deutschen Truppentransportern und Versorgungsschiffen im Mittelmeer gingen 46 verloren.
Bei der 21. Fahrt der Ankara unter Kapitän Ernst Sperling hatte sie einen schweren Minentreffer bei der tunesischen Insel Cani vor Biserta und ging dabei verloren.